# 대한민국 형사소송법 제454조
대한민국 형사소송법 제454조는 정식재판청구의 취하에 대한 형사소송법의 조문이다.

## 조문
제454조(정식재판청구의 취하)정식재판의 청구는 제1심판결선고 전까지 취하할 수 있다.

第454條(正式裁判請求의 取下)正式裁判의 請求는 第1審判決宣告 前까지 取下할 수 있다.

## 참고 문헌
- 손동권 신이철, 새로운 형사소송법(초판, 2013), 세창, 2013. ISBN 9788984114081